# This Is the Police 2
This Is the Police 2 (с англ. — «Это полиция 2») — компьютерная стратегическая игра, разработанная белорусской студией Weappy Studio и изданная THQ Nordic в 2018 году для платформ Windows, macOS, Linux, PlayStation 4, Xbox One и Nintendo Switch. Сюжет игры продолжает историю Джека Бойда который скрывается от ФБР в небольшом городке Шарпвуд. Там он знакомится с главой полицейского департамента Лилли Рид рассказывая ей о своем прошлом во Фрибурге. Лилли назначает Джека своим помощником для поддержания порядка в городе. По ходу игры нам придётся проводить расследования, штурмовать здания и уничтожать банды.

## Сюжет
Джек Бойд, бывший начальник полиции Фрибурга, обвинённый в коррупции, сотрудничестве с мафией и превышении должностных полномочий (по итогам событий первой части), находится в бегах от агентов ФБР и с помощью фальшивого паспорта на имя Уоррена Нэша снимает домик недалеко от городка Шарпвуд (вымышленный н.п.). Он сочиняет письмо детям, в котором пытается оправдать свои поступки, но у него это не получается.
Тем временем, в Шарпвуде в результате неудачной облавы на банду «Галстуки» погибает глава местного департамента шерифа Уэллс. Его заместитель Лилли Рид перенимает бразды правления, но у неё явно не хватает авторитета и организаторских способностей, из-за чего та вынуждена связаться с отставным капитаном Бриттом Картером, прося его взять командование на себя. После второй неудачной облавы погибает и. о. заместителя шерифа Гейл Гринберг, а по наводке от арестованного члена банды правоохранители выходят на домик, где живёт Бойд, и арестовывает его, приняв за наркоторговца (в подвале дома «Галстуки» хранили кокаин).
В камере участка, «Уоррен Нэш» разговаривает с Лилли и, видя её проблемы в управлении коллективом, раскрывается и предлагает помощь в обмен на невыдачу федеральным агентам. Рид не сразу, но соглашается, и на следующий день объявляет подчинённым, что теперь ими на правах её помощника будет руководить «мистер Нэш», по её словам — работавший под прикрытием. Для того чтобы Лилли его не выдала — нужно в конце каждого дня поддерживать положительный баланс местной валюты — язычков от пивных банок, если 3 дня подряд баланс будет отрицательным — игра будет проиграна.
Бойд жёсткой рукой наводит в участке порядок и постепенно зарабатывает уважение полицейских, наладив работу департамента и успешно (или не совсем, зависит от игрока) борясь с преступностью. Во Фрибурге тем временем Лана Берман, бывшая подруга Джека и теперь уже полноправный прокурор, расследующая дело о недавних событиях в городе, допрашивает ближайших знакомых беглого шефа (секретаря Эмму, частного детектива Фрая), собирая информацию о его текущем местонахождении. Последний звонит в Шарпвуд и, угрожая выдать Бойда, требует с него платы за молчание в размере 20 тыс. долларов в неделю.
Ночью после одной из смен, на Джека нападают двое бандитов из «Галстуков». Их убивает оказавшийся рядом со своими людьми предводитель местных дельцов чёрного рынка — отставной полковник Лиам Хендерсон, который раскрывает маскировку Бойда, но не разговаривает с ним. Опасаясь фрибурской мафии, Джек также не идёт на контакт. На следующий день помощник Хендерсона приносит Джеку его револьвер и даёт номер телефона шефа на случай, если Бойд передумает.
Тем временем, в город прибывает капитан Картер. Между ним и Бойдом разворачивается соревнование по раскрываемости преступлений, которое второй (с помощью Лилли) выигрывает. В тот же вечер Картер приходит к нему домой, где чистосердечно во всём сознаётся: как в том, что «смухлевал» при помощи Лилли, так и в том что та также подкинула ему ориентировку ФБР на его имя, предлагая Бойду тихо исчезнуть из города. Джек в отчаянии звонит Хендерсону и на следующий день капитана находят мёртвым.
Хендерсон даёт «Нэшу» полный расклад на базу «Галстуков» и Лилли соглашается с планом её штурма, после которого банда полностью разгромлена и Рид официально назначает Бойда первым заместителем шерифа. Во Фрибурге Лане удаётся «расколоть» секретаршу Бойда и та сообщает её, что он в Шарпвуде. Приехав туда и встретив Джека после празднования нового назначения, она обличает его и хочет застрелить, но всё же прощает и поселяется вместе с ним. Лилли, узнав об этом, находится в шоке — она боится, что её посадят за укрывание преступника, и пытается договориться с Хендерсоном об устранении Джека. Тот ведёт двойную игру и сообщает об этом самому Джеку, Лана также склоняется к идее сдать его ФБР. Оказавшись в тяжёлой ситуации, Бойд делает окончательный выбор — захватить фактическую власть в Шарпвуде и устранить всех, кому известно о его прошлом.
Убив Лану и выслушав план Хендерсона об убийстве Лилли при штурме полицейского управления, Бойд подбирает 10 наиболее преданных ему копов, которые готовятся к бою. Сам же он одного за другим устраняет свидетелей, которым известна его настоящая биография, включая и саму Лилли.
Контрабандисты во главе с Хендерсоном атакуют департамент полиции, но терпят полное поражение. Самому Хендерсону (смертельно раненному) Джек, прежде чем добить его собственноручно, объясняет где же тот просчитался со своим предложением разделить власть над Шарпвудом, сообщив о своём плане. На следующий день погибает и Фрай, выманенный из Фрибурга.
Игра завершается звонком Уоррена Нэша своей бывшей секретарше Эмме, где он просит её приехать в Шарпвуд.
Перешедший на сторону зла Бойд намерен ликвидировать последнего человека, который может его выдать.
В игре-спиноффе серии Rebel Cops, действие которой происходит в том же игровом мире, упоминается, что Шарпвуд полностью контролируется Уорреном Нэшем, установившим там авторитарный мафиозно-полицейский режим.

## Оценки
| Сводный рейтинг       | Сводный рейтинг                       |
| Агрегатор             | Оценка                                |
| --------------------- | ------------------------------------- |
| GameRankings          | 64,09 %                               |
| Metacritic            | (PC) 66/100 (XONE) 69/100 (NS) 58/100 |
| Русскоязычные издания |                                       |
| Издание               | Оценка                                |
| PlayGround.ru         | 8/10                                  |
| Riot Pixels           | 71 %                                  |

This Is the Police 2 получила смешанные оценки игровых ресурсов. Версия для персональных компьютеров получила 66 баллов из 100 возможных на сайте Metacritic, версии игры для Xbox One и Nintendo Switch — 69 и 58 баллов соответственно.
PlayGround.ru оценил игру на 8 баллов из 10 с комментарием: «Отличный симулятор деревенского шерифа. Правда, игре стоило быть немного короче». Riot Pixels поставил игре 71 % со следующим комментарием: «В одном из интервью разработчики заявили, что изначально начали другой проект, и лишь затем решили продолжить серию. Вторую часть не уличить в халтурности, но где-то на подсознательном уровне нехватка энтузиазма и собранности у её авторов ощущается».